# بلیکر استریت
بلیکر استریت به (انگلیسی: Bleecker Street) یک شرکت توزیع کننده فیلم آمریکایی است که در شهر نیویورک مستقر است.